# Bryce Lindores
Bryce Lindores (ur. 12 września 1986) – australijski niewidomy kolarz. Brązowy medalista paraolimpijski w kolarstwie torowym z Pekinu w 2008 roku oraz srebrny z Londynu z 2012 roku. Brązowy medalista mistrzostw świata w kolarstwie torowym w 2007 roku.

## Medale Igrzysk Paraolimpijskich

### 2008
- – Kolarstwo – bieg pościgowy indywidualnie – B&VI 1–3

### 2012
- – Kolarstwo – bieg na dochodzenie – B